# Ernest Tankard
Ernest Tankard, britanski general, * 1895, † 1985.